# Лещанка (Більський повіт)
Лещанка (пол. Leszczanka) — село в Польщі, у гміні Дрелів Більського повіту Люблінського воєводства. Населення — 93 особи (2011).

## Історія
У часи входження до складу Російської імперії належало до Радинського повіту Сідлецької губернії.
За даними етнографічної експедиції 1869—1870 років під керівництвом Павла Чубинського, у селі проживали лише греко-католики, усе населення розмовляло українською мовою.
Станом на 1921 рік село Лещанка належало до гміни Жероцин Сідлецького повіту Люблінського воєводства міжвоєнної Польщі.
За офіційним переписом населення Польщі 10 вересня 1921 року в селі Лещанка налічувалося 28 будинків та 147 мешканців, з них:
- 76 чоловіків та 71 жінка;
- 119 римо-католиків, 23 православні, 5 юдеїв;
- 147 поляків.

У 1975—1998 роках село належало до Білопідляського воєводства.

## Демографія
Демографічна структура станом на 31 березня 2011 року:
|          | Загалом | Допрацездатний вік | Працездатний вік | Постпрацездатний вік |
| -------- | ------- | ------------------ | ---------------- | -------------------- |
| Чоловіки | 46      | 11                 | 27               | 8                    |
| Жінки    | 47      | 7                  | 25               | 15                   |
| Разом    | 93      | 18                 | 52               | 23                   |